# Popis općina koje su bile u RSK
Samozvana Republika Srpska Krajina bila je podjeljena na sljedeće općine:
- Beli Manastir
- Benkovac
- Vojnić
- Vrginmost
- Vukovar
- Glina
- Grubišno Polje
- Gračac
- Dalj
- Daruvar
- Dvor
- Drniš
- Donji Lapac
- Knin
- Korenica
- Kostajnica
- Krnjak
- Mirkovci
- Obrovac
- Okučani
- Pakrac
- Petrinja
- Plaški
- Podravska Slatina
- Slunj
- Srpska opština Zadar - zemljopisno ova općina nije postojala, ali su imali predstavnike u tzv. parlamentu RSK
- Caprag
- Tenja